# Gradac (Metlika, Slovenija)
Gradac je naselje u slovenskoj Općini Metliki. Gradac se nalazi u pokrajini Dolenjskoj i statističkoj regiji Jugoistočnoj Sloveniji. 

## Stanovništvo
Prema popisu stanovništva iz 2002. godine naselje je imalo 419 stanovnika.